# Alternaria alternata
Alternaria alternata è un fungo ascomicete parassita delle piante. È presente su più di 380 specie. Attacca soprattutto le foglie (su cui provoca macchie e disseccamenti), ma anche altri organi delle piante. Sugli esseri umani può provocare manifestazioni allergiche (tra cui asma) in persone sensibili o debilitate.